# Nepomuky (Horní Čermná)
Nepomuky (německy Nepomuk) jsou vesnice, část obce Horní Čermná v okrese Ústí nad Orlicí. Nachází se asi tři kilometry jihovýchodně od Horní Čermné. Prochází zde silnice II/311. Nepomuky jsou také název katastrálního území o rozloze 8,49 km².

## Historie
První písemná zmínka o vesnici pochází z roku 1837.

## Další fotografie

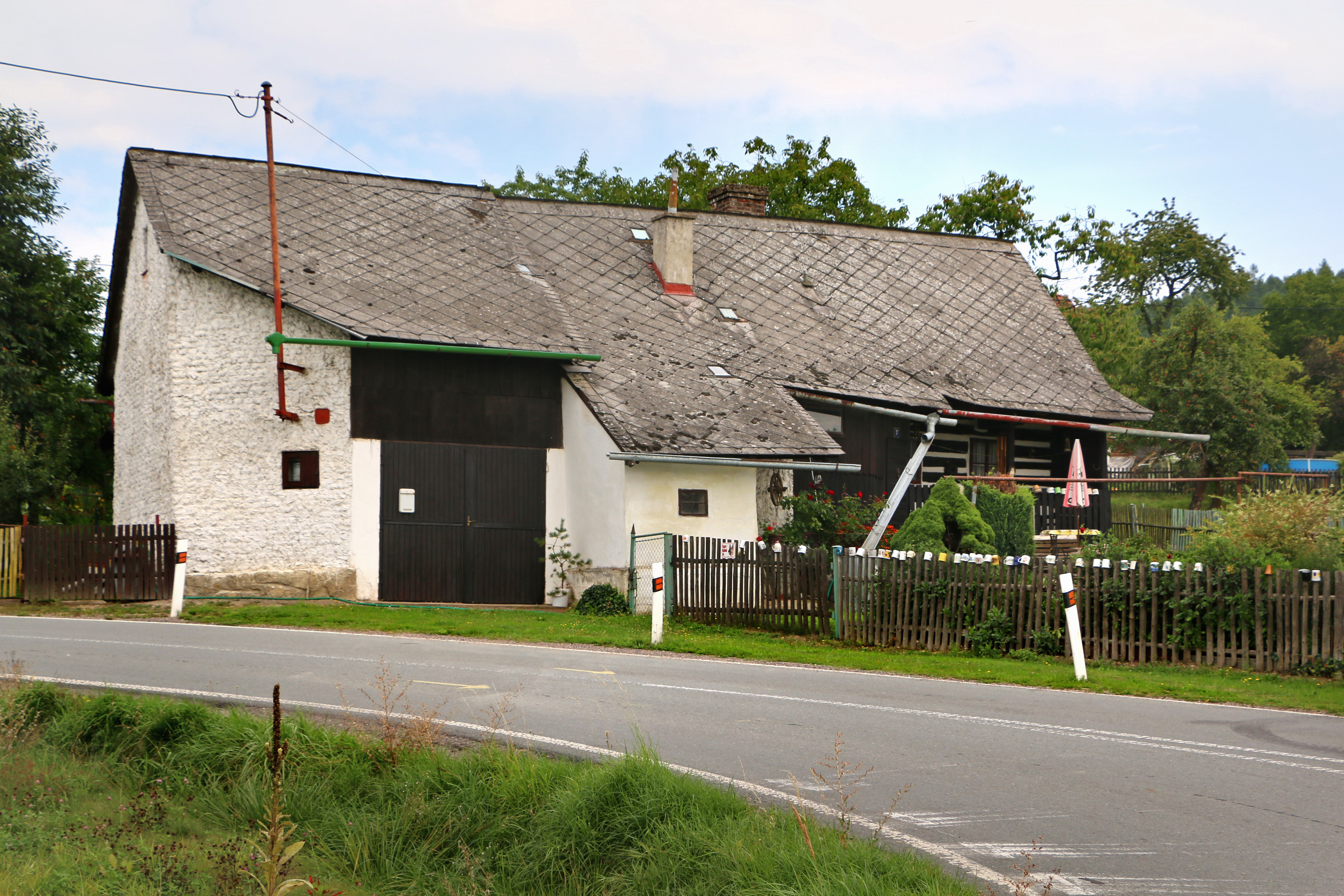
Dům čp. 17
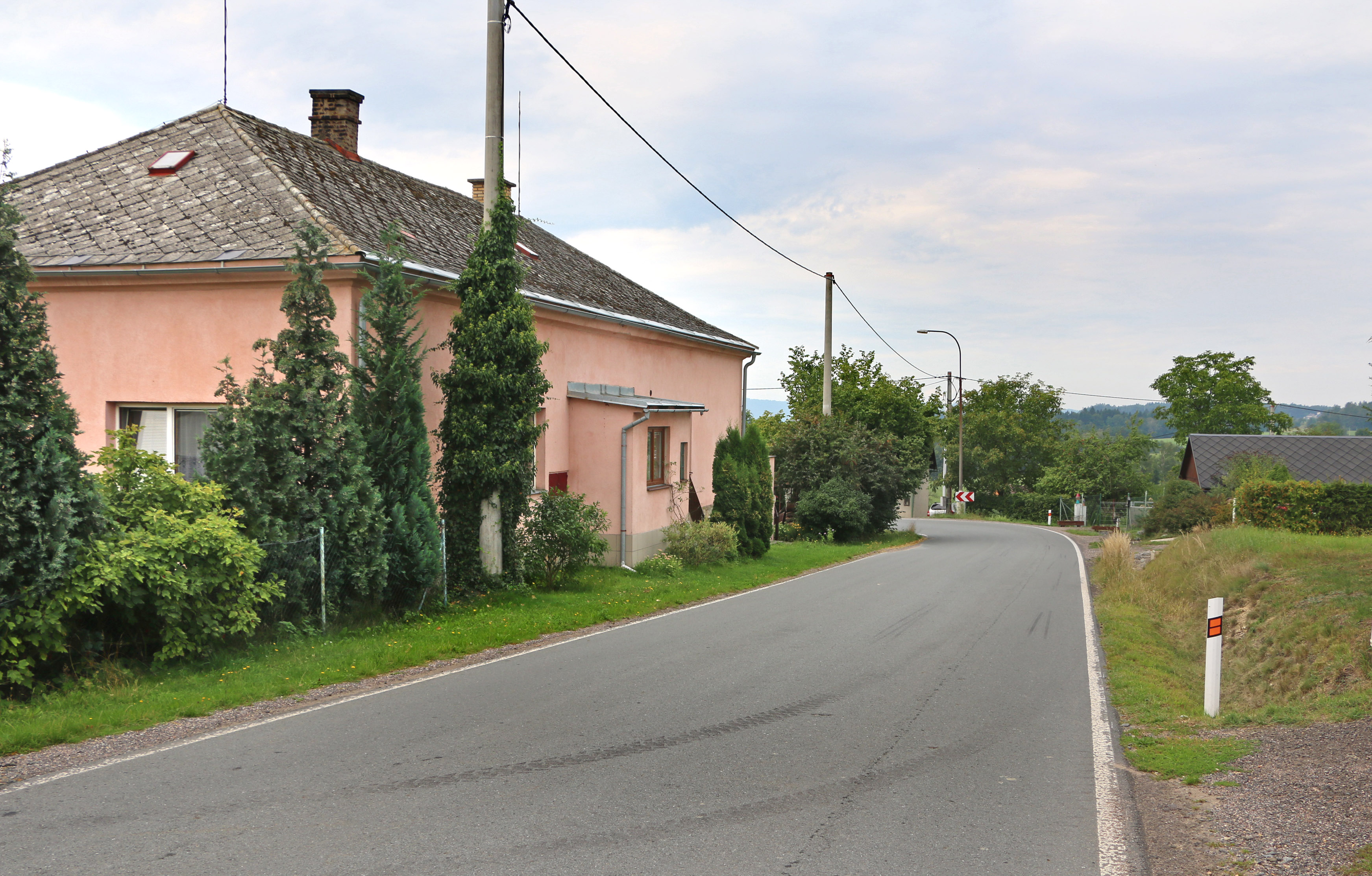
Silnice k Výprachticím
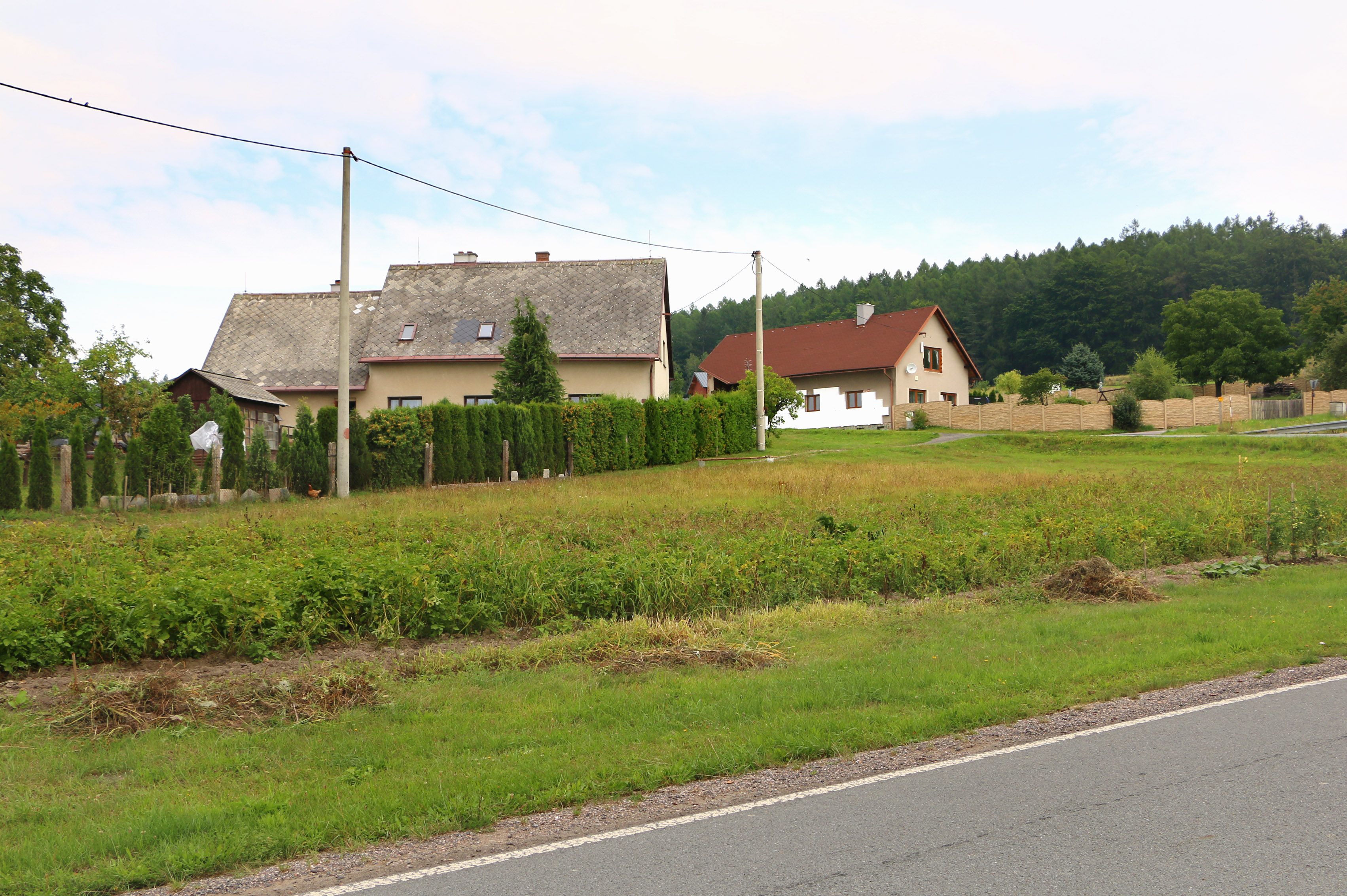
Severní část vesnice
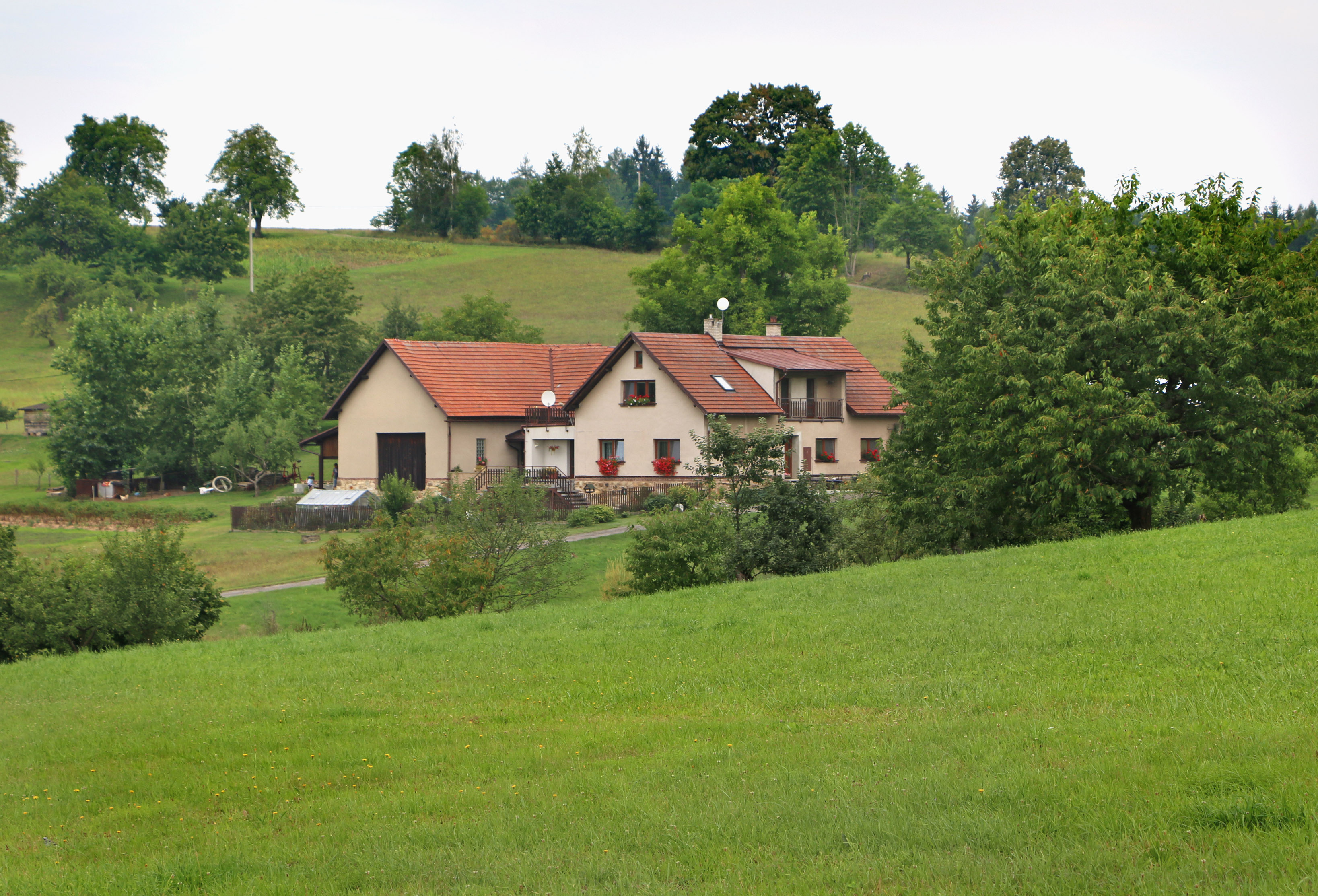
Dům čp. 46